# Manifest der Sechzehn
Das Manifest der Sechzehn (Originalveröffentlichung frz.: Manifeste des seize) war ein Dokument, das 1916 von den bekannten Anarchisten Peter Kropotkin und Jean Grave geschrieben wurde und einen Sieg der Alliierten über Deutschland und die Mittelmächte im Ersten Weltkrieg befürwortete. Nach dem Ausbruch des Krieges setzten sich Kropotkin und andere Mitstreiter in der Londoner Zeitschrift Freedom für ihren Standpunkt ein, was wiederum andere Anarchisten zu scharfen kritischen Repliken veranlasste. Im weiteren Verlauf des Krieges beteiligten sich Anarchisten in ganz Europa an Antikriegsbewegungen und prangerten den Krieg in Pamphleten und Erklärungen an, wie in einer Erklärung im Februar 1916, die von bekannten Anarchisten wie Emma Goldman und Rudolf Rocker unterschrieben war.
Das Manifest wurde von Peter Kropotkin und Jean Grave entworfen und von 13 weiteren Anarchisten unterzeichnet. Kropotkin und die Unterzeichner sahen in den Streitkräften des deutschen Imperialismus eine Gefahr für die Arbeiter der Welt und befanden, dass sie besiegt werden müssten. Damit brach die Schrift mit der anarchistischen Tradition des Antimilitarismus und der in der anarchistischen Bewegung verbreiteten grundsätzlichen Opposition gegen jede Partei internationaler militärischer Konflikte, die sich beispielsweise in Desertion äußert. Die Positionierung des Manifests brachte den Unterzeichnern starke Kritik bis zum Vorwurf des Verrats der anarchistischen Prinzipien ein.
Das Dokument ist nach der ursprünglichen Zahl der Unterschriften benannt. Die Ortsangabe „Hussein Dey“ eines der Unterzeichners wurde dabei fälschlich als Signatur gedeutet, so dass statt der 15 Unterzeichner deren 16 gezählt wurden. Das Manifest wurde zuerst in der Zeitschrift La Bataille veröffentlicht.

## Hintergrund

### Kropotkins deutschfeindliche Haltung

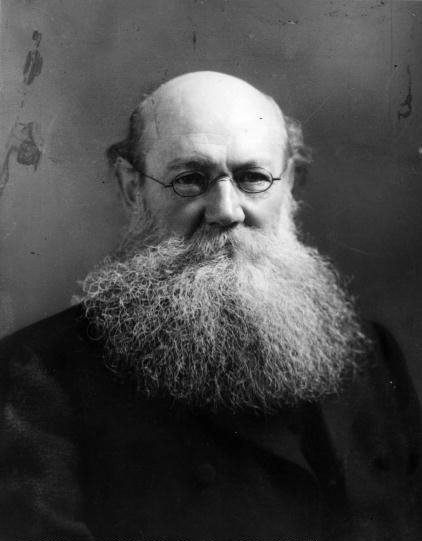
Der deutschkritische Mitautor des Manifests Peter Kropotkin (1842–1921)

Antideutsche Stimmungen waren in der anarchistischen Bewegung Russlands seit Beginn wegen des deutschen Einflusses auf die russische Aristokratie und besonders die herrschende Romanow-Dynastie weit verbreitet. Der Historiker George Woodcock führte aus, dass Kropotkin als Russe sein Leben lang von dieser Stimmung beeinflusst worden sei, der in überzeugte antideutsche Vorurteile während des Ersten Weltkriegs gemündet sei. Kropotkin wurde ebenso von seinem russischen Mitanarchisten Michael Bakunin beeinflusst, der seinerseits durch seine Rivalität mit Karl Marx zu ebensolchen Einstellungen gefunden hatte. Die Erfolge der Sozialdemokraten, die die revolutionären Bewegungen in Deutschland untergruben und das Entstehen des Wilhelminischen Imperialismus unter Otto von Bismarck trugen weiter zur feindseligen Haltung gegen das Kaiserreich bei. Woodcook erwähnte, dass Kropotkin das Anwachsen der marxistischen Bewegung als „deutsche Idee“ denunzierte und stattdessen die Französische Revolution überhöhte, was Woodcock „eine Art Adoptivpatriotismus“ nannte.
Nach dem Attentat von Sarajevo wurde Kropotkin verdächtigt, die Mörder angestiftet zu haben und verhaftet. Während seiner Zeit im Gefängnis wurde er für einen Artikel interviewt, der am 27. August in der The New York Times erscheinen sollte. Der Artikel, in dem er als „altgedienter russischer Agitator und Demokrat“ bezeichnet wurde, zitierte Kropotkin als dem neu ausgebrochenen Krieg gegenüber optimistisch eingestellt und überzeugt davon, dass er letztlich einen befreienden Einfluss auf die russische Gesellschaft haben werde. In einem Brief, den Kropotkin im September desselben Jahres an Jean Grave schickte, scholt er ihn wegen seines Wunsches einer friedlichen Lösung des Konflikts und bestand darauf, dass der Krieg bis zum Ende ausgefochten werden müsse, „damit die Friedensbedingungen vom Sieger bestimmt werden können.“
Monate später erlaubte Kropotkin den Abdruck eines von ihm verfassten Briefs in der Zeitschrift Freedom, der in der Oktoberausgabe 1914 erschien. Unter der Überschrift „Ein Brief für Stefan“ erläuterte er seine Argumente für die Beteiligung am Krieg und hob hervor, dass die Anwesenheit des deutschen Kaiserreichs die Entwicklung der anarchistischen Bewegung in ganz Europa behindert habe und dass die deutsche Bevölkerung am Kriegsausbruch ebenso schuld gewesen sei wie der deutsche Staat. Kropotkin stellte weiter dar, dass er nach dem Sieg eine Radikalisierung und Vereinigung der russischen Bevölkerung erwarte, die verhindern werde, dass die russische Aristokratie davon profitiere. So seien Generalstreik und Pazifismus nicht notwendig und der Krieg bis zur deutschen Niederlage betrieben werden solle. Die Bolschewiki schlugen daraus rasch politisches Kapital. Lenin publizierte 1915 den Artikel Über den Nationalstolz der Großrussen, in dem er Kropotkin und die russischen Anarchisten in Gänze für die frühen kriegsfreundlichen Einstellungen angriff und Kropotkin und einen anderen politischen Gegner, Georgi Plechanow, als „opportunistische oder rückgratlose Chauvinisten“ bezeichnete. In weiteren Reden und Essays der frühen Kriegsjahre bezeichnete Lenin Kropotkin als „Bourgeois“, um ihn später zum Kleinbürger zurückzustufen.
Kropotkin litt in der Zeit von 1915 bis 1916, die er in Brighton, England, verbrachte, unter angeschlagener Gesundheit. Er war während der Winterzeit nicht in der Lage, zu reisen, und hatte im März zwei Operationen an der Brust. Dies hatte den Effekt, dass er den größten Teil seiner Zeit 1915 im Bett und 1916 in einer Art Rollstuhl verbringen musste. In dieser Zeit korrespondierte Kropotkin weiterhin mit anderen Anarchisten wie Marie Goldsmith. Andere russische Anarchisten, Goldsmith und Kropotkin stritten im Frühjahr 1916 häufig über ihre Meinungen zum Ersten Weltkrieg, die Rolle des Internationalismus während des Konflikts und die Möglichkeiten des Antimilitarismus in dieser Periode. Kropotkin nahm in der Korrespondenz eine Pro-Kriegs-Position ein und war empfänglich für die häufige Kritik am deutschen Reich.

### Anarchistische Resonanz zum Ersten Weltkrieg und Kropotkin
„Es ist sehr schmerzhaft für mich, einem alten und geliebten Freund wie Kropotkin, der so viel für den Anarchismus getan hat, zu widersprechen. Aber genau aus dem Grund, dass Kropotkin bei uns allen so geliebt und angesehen ist, ist es notwendig, ihn wissen zu lassen, dass wir seinen Äußerungen zum Krieg nicht folgen.“

Zum Ausbruch des Ersten Weltkriegs im August 1914 war die anarchistische Aktivität in Europa durch äußere Umstände und die interne Spaltung in der Kriegsfrage eingeschränkt. Die 1914er Novemberausgabe der Freedom veröffentlichte Artikel, welche die Alliierten unterstützten, darunter Artikel von Kropotkin, Jean Grave und Warlaam Tscherkesoff sowie Errico Malatestas „Anarchisten haben ihre Prinzipien vergessen“, eine Widerlegung von Kropotkins Brief an Stefan.
In den darauffolgenden Wochen erreichten zahlreiche Briefe Freedom, die Kropotkin kritisierten und wegen der Unparteilichkeit des Herausgebers Thomas Keell der Reihe nach veröffentlicht wurden. Auf diese Kritik reagierte Kropotkin, in dem er wütend auf Keell wurde und ihm Feigheit vorwarf und erklärte, dass er der Rolle des Herausgebers nicht würdig sei. Es wurde ein Treffen durch die Mitglieder von Freedom einberufen, die Kropotkins Position stützten und forderten, dass die Zeitschrift nicht erscheinen solle. Keell war der einzige eingeladene Kriegsgegner und wies das Ansinnen zurück. Das Treffen endete in feindseliger Uneinigkeit. Als Ergebnis endete die Bindung Kropotkins an Freedom und die Zeitschrift wurde als Organ der kriegsfeindlichen Mehrheit der Freedom–Mitglieder publiziert.
1916 dauerte der Erste Weltkrieg bereits über zwei Jahre an, die Anarchisten waren Teil der Friedensbewegungen in ganz Europa und brachten unzählige Anti-Kriegs-Erklärungen in linken und anarchistischen Publikationen heraus. Im Februar 1916 wurde eine Erklärung einer anarchistischen Versammlung herausgebracht, deren Teilnehmer sich aus verschiedenen Regionen zusammengefunden hatten, darunter England, der Schweiz, Italien, den Vereinigten Staaten, Russland, Frankreich und den Niederlanden. Das Dokument wurde von Persönlichkeiten wie Ferdinand Domela Nieuwenhuis, Emma Goldman, Alexander Berkman, Luigi Bertoni, Saul Janowsky, Harry Kelly, Thomas Keell, Lilian Wolfe, Rudolf Rocker und George Barrett unterzeichnet und von Errico Malatesta und Alexander Schapiro unterstützt, zwei der drei Sekretäre der Anarchistischen Internationale von 1907. In dieser Schrift wurde die Perspektive ausgeführt, dass alle Kriege Ergebnis der herrschenden Sozialordnung und keine einzelnen Regierungen daran schuld seien sowie Angriffs- und Verteidigungskriege prinzipiell keine unterschiedlichen Sachverhalte darstellten. Alle Anarchisten wurden aufgefordert, nur den Klassenkampf und die Befreiung der Bevölkerung von Unterdrückung als Mittel der Beendigung zwischenstaatlicher Kriege zu unterstützen.
Als Ergebnis ihrer zunehmenden Isolation von der Mehrheit der Antikriegs-Anarchisten rückten Kropotkin und seine Unterstützer in den Monaten vor der Entstehung des Manifests enger zusammen. Einige dieser Unterstützer unterschrieben dann später das Manifest, darunter Jean Grave, Charles Malato, Paul Reclus und Christiaan Cornelissen.

## Das Manifest

### Konzept und Autoren

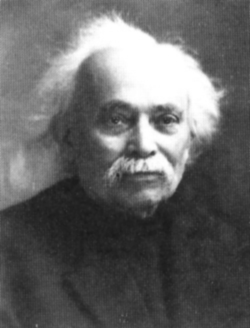
Jean Grave (1854–1939), Initiator und Mitautor

Da Kropotkin 1916 nicht reisen konnte, korrespondierte er viel, unter anderem mit Jean Grave, der ihn aus Frankreich mit seiner Frau besuchte. Sie diskutierten den Krieg und Kropotkins starke Unterstützung für diesen. Auf Kropotkins Hinweis hin, dass er als jüngerer Mann gerne Kämpfer gewesen wäre, schlug Grave vor, ein Dokument zu veröffentlichen, in dem die Anarchisten angespornt werden sollten, die Bemühungen der Alliierten im Krieg zu unterstützen. Kropotkin zögerte auf Grund seiner eigenen körperlichen Untauglichkeit zum aktiven Kriegsdienst, wurde aber von Grave überredet.
Welche Rolle die beiden genau als Autoren spielten, ist nicht bekannt. Zu dieser Zeit gab Grave an, das Manifest verfasst zu haben, das Kropotkin redigiert habe. Grigori Maximow berichtete, dass Kropotkin die Schrift verfasst habe und Grave kleinere Änderungen anbrachte. George Woodcock wies darauf hin, dass das Werk von Kropotkins bekannten Bedenken und seinen Argumenten gegen das Deutsche Reich geprägt sei und so die genaue Urheberschaft keine Rolle spiele.

### Veröffentlichungsgeschichte
Das Manifest, das erst später so bezeichnet wurde, datiert vom 28. Februar 1916 und wurde erstmals am 14. März in der Zeitschrift La Bataille veröffentlicht. La Bataille war eine umstrittene sozialistische Zeitschrift, die für ihre Unterstützung des Krieges bekannt war und von marxistischen Gruppen deshalb beschuldigt wurde, eine Front für Regierungspropaganda darzustellen. Das Manifest wurde später am 14. April 1916 in der Londoner Zeitschrift Freedom und in Libre Fédération im Mai 1916, in Lausanne, Schweiz erneut publiziert. Die Version der Libre Fédération hatte zusätzliche Unterzeichner, die sich noch nach der Erstveröffentlichung dem Aufruf anschlossen.

### Inhalt
Die ursprüngliche Erklärung war zehn Abschnitte lang und umfasste philosophische und ideologische Standpunkte, die auf den Ansichten von Peter Kropotkin beruhten.
Die Abhandlung beginnt mit der Feststellung, dass die Anarchisten korrekt gehandelt hätten, indem sie bereits vom Beginn weg Widerstand gegen den Krieg leisteten, und dass die Autoren den, von einer internationalen Konferenz europäischer Arbeiter erzwungenen, Frieden bevorzugen würden. Weiter wird vorgebracht, dass die deutschen Arbeiter höchstwahrscheinlich ebenfalls ein Ende des Krieges befürworten würden und führen dazu einige Gründe auf, weshalb ein Waffenstillstand im besten Interesse der deutschen Arbeiter wäre. Als Gründe nannten sie, dass die Bürger nach 20 Monaten Krieg verstehen würden, dass sie über das Wesen des Krieges getäuscht wurden und keinen Verteidigungskrieg führten; dass sie erkennen würden, dass der deutsche Staat sich bereits länger auf einen solchen Konflikt vorbereitet hatte und deshalb unausweichlich Unrecht tat; dass das deutsche Reich logistisch nicht die okkupierten Territorien versorgen könnte; und dass die Personen in den besetzten Gebieten wählen könnten, ob sie angegliedert werden wollten.

„Tief in unserem Gewissen fühlen wir, dass der deutsche Angriff nicht nur eine Bedrohung für unsere Emanzipationshoffnungen darstellt, sondern auch eine Bedrohung für die ganze menschliche Evolution. Darum stellten wir, Anarchisten, wir, Antimilitaristen, wir, Gegner des Krieges, wir, leidenschaftlichen Kämpfer für den Frieden und die Brüderlichkeit unter den Menschen, uns auf die Seite des Widerstands und glauben, dass wir uns nicht absondern dürfen vom Schicksal der Bevölkerung.“

In mehreren Abschnitten beschreiben die Autoren mögliche Bedingungen für einen Waffenstillstand und weisen dabei die Vorstellung zurück, das deutsche Reich könne die Bedingungen des Friedens diktieren. Darüber hinaus bestehen die Autoren darauf, dass die deutsche Bevölkerung teilweise die Verantwortung übernehmen muss, weil sie nicht gegen den Kriegseintritt der deutschen Regierung Widerstand geleistet hatte. Die Autoren sehen aber einen unverzüglichen Aufruf zu Friedensverhandlungen als nicht vorteilhaft an, weil der deutsche Staat die Bedingungen durch seine militärische und diplomatische Stärke diktieren könnte. Stattdessen proklamiert das Manifest, dass der Krieg weitergeführt werden muss, bis der deutsche Staat seine militärische Stärke, und darüber hinaus auch seine Verhandlungsmacht verloren hat.
Die Autoren verkünden zudem, dass infolge ihrer regierungsfeindlichen, antimilitaristischen und internationalistischen Philosophie, die Kriegsunterstützung ein Akt des Widerstands gegen das Deutsche Reich bedeutet. Das Manifest schließt damit, dass der Sieg über Deutschland und der Sturz der Sozialdemokratischen Partei Deutschlands und anderer Regierungsparteien im Deutschen Reich die anarchistischen Ziele der Emanzipation Europas und des deutschen Volkes befördern würde, und dass die Autoren dazu bereit sind, mit den Deutschen zur Annäherung an dieses Ziel zusammenzuarbeiten.

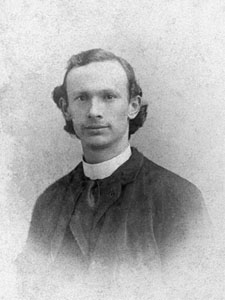
Der niederländische Anarchosyndikalist Christiaan Cornelissen (1864–1942) war ein prominenter Unterzeichner des Manifests.

### Unterzeichner und Unterstützer
Das Manifest wurde von einigen der bedeutendsten Anarchisten der Zeit in Europa unterzeichnet. Die Unterzeichner waren zu Beginn fünfzehn Personen; als sechzehnter wurde fälschlicherweise Hussein Dey gezählt. Die Stadt Hussein Dey, die später zu einem Stadtteil von Algier wurde, war jedoch bloß der damalige Wohnort von Antoine Orfila und erschien aus diesem Grund auf dem Manifest. Jean Grave und Peter Kropotkin waren die Ko-Autoren des Manifests, wobei Grave die Niederschrift anregte. Grave machte geltend, der Hauptautor des Manifests zu sein, obwohl die meisten Ideen von Kropotkins früher publizierten Artikeln zum Krieg stammten.
In Frankreich gehörten der Anarchosyndikalist Christiaan Cornelissen und François Le Levé zu den Unterzeichnern; Cornelissen war ein Unterstützer der Union sacrée, einer Abmachung zur Aussetzung der Streitigkeiten zwischen der französischen Regierung und den Gewerkschaften, zugunsten der Landesverteidigung im Ersten Weltkrieg und schrieb mehrere anti-deutsche Broschüren, während der 32-jährige Le Levé später in der Résistance im Zweiten Weltkrieg kämpfte. Ein weiterer französischer Unterzeichner war Paul Reclus, der Sohn des bekannten Anarchisten Élisée Reclus, dessen Unterstützung des Krieges und des Manifests auch den japanischen Anarchisten Sanshirō Ishikawa überzeugten zu unterschreiben (dieser wohnte zu dieser Zeit bei Reclus). Ishikawa unterschrieb das Dokument als „Tchikawa“.
Warlam Tscherkesischwili (der in der russischen Form als „Warlaam Tcherkesoff“ unterschrieb), ein georgischer Anarchist, Kritiker des Marxismus und Journalist war ein weiterer bedeutender Unterzeichner. Die weiteren Unterzeichner des Manifests der Sechzehn waren Henri Fuss, Jacques Guérin, Charles-Ange Laisant, Charles Malato, Jules Moineau, Antoine Orfila, Marc Pierrot und Ph. Richard. James Guillaume war Unterstützer des Krieges, aber aus unbekannten Gründen kein Unterzeichner des ursprünglichen Manifests. Das Manifest wurde von etwa hundert Anarchisten bestätigt und unterstützt, wovon italienische Anarchisten etwa die Hälfte ausmachten.

## Wirkung
„Die Anarchisten selbst sind es sich schuldig gegen diesen Versuch zu protestieren, den Anarchismus mit der Fortsetzung eines grausamen Gemetzels in Zusammenhang zu bringen, das nie versprach einen Nutzen für die Sache der Gerechtigkeit und Freiheit zu bringen und welches sich jetzt auch vom Standpunkt der Führer beider Seiten als absolut nutzlos zeigt.“

Die internationale anarchistische Bewegung begegnete der Publikation des Manifests mit großer Ablehnung, und in der Beurteilung ihrer Wirkung schrieb George Woodcock, dass es „lediglich die bereits bestehende Spaltung der anarchistischen Bewegung bestätigte.“ Wo die Unterzeichner des Manifests den Ersten Weltkrieg als einen Kampf zwischen deutschem Imperialismus und der internationalen Arbeiterklasse deuteten, sahen die meisten zeitgenössischen Anarchisten, darunter auch Emma Goldman und Alexander Berkman, den Ersten Weltkrieg als Krieg zwischen verschiedenen kapitalistisch-imperialistischen Staaten auf Kosten der Arbeiterklasse. Während Kropotkin und seine Gesinnungsgenossen höchstens auf hundert Leute kamen, sprach sich die überwältigende Mehrheit der Anarchisten gegen den Krieg aus.
Begleitend zum Nachdruck des Manifests in der Zeitschrift Freedom vom April 1916, wurde eine Antwort von Errico Malatesta abgedruckt. Malatestas Antwort mit dem Titel „Governmental Anarchists“ (dt. etwa: Staatsanarchisten) anerkannte den „guten Glauben und die guten Absichten“ der Unterzeichner, aber beschuldigte sie, die anarchistischen Prinzipien zu verraten. Zu Malatesta gesellten sich die Anklagen anderer, wie Luigi Fabbri, Sébastien Faure mit seiner Zeitung Ce qu’il faut dire und Emma Goldman:

„Wir beschlossen Peter [Kropotkin]s Haltung zurückzuweisen, und glücklicherweise standen wir nicht allein da. Viele andere dachten wie wir, so bedauerlich es auch war, sich gegen einen Mann zu wenden, der für uns so lange eine Inspiration war. Errico Malatesta legte ein weit größeres Verständnis und eine grössere Kohärenz an den Tag, und mit ihm waren Rudolf Rocker, Alexander Schapiro, Thomas H. Keell und viele andere Einheimische und jiddisch-sprechende Anarchisten in Grossbritannien.

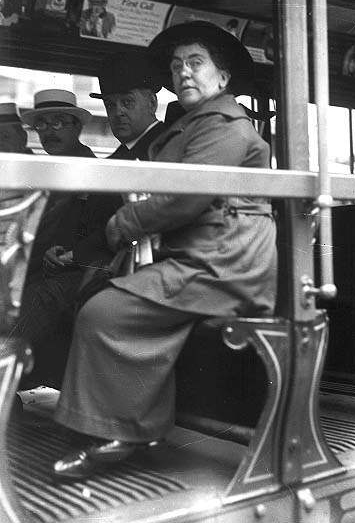
Die internationalistische Anarchistin Emma Goldman (1869–1940) auf einem Bild von 1917. Goldman leistete entschlossen Widerstand gegen den Krieg und das Manifest und verbüßte für ihren Aktivismus eine zweijährige Gefängnisstrafe in den Vereinigten Staaten.

In Frankreich bezogen Sébastien Faure, A. Armand (E. Armand? - ed.) und Mitglieder der anarchistischen und syndikalistischen Bewegung, in den Niederlanden Domela Nieuwenhuis und seine Genossen Stellung gegen diesen Mord im grossen Stil.
In Deutschland blieben Gustav Landauer, Erich Mühsam, Fritz Oerter, Fritz Kater, und viele andere Genossen bei Verstand.
Selbstverständlich waren wir bloss eine Handvoll verglichen mit den kriegsberauschten Millionen, doch es gelang uns ein Manifest unseres Internationalen Büros in der ganzen Welt zu verbreiten und wir enthüllten nun zu Hause die wahre Natur des Militarismus mit gesteigerter Energie.“

Aufgrund seiner entschiedenen Unterstützung des Krieges schrumpfte Kropotkins Popularität, und viele ehemalige Freunde brachen mit ihm. Zwei Ausnahmen waren Rudolf Rocker und Alexander Schapiro, doch verbüßten beide zu dieser Zeit Haftstrafen. In der Folge war Kropotkin während seiner letzten Jahre in London vor seiner Rückkehr nach Russland zunehmend isoliert. In Peter Kropotkin: Seine föderalistischen Ideen von 1922, einem Überblick zu den kroptkinschen Werken von Camillo Berneri, warf der Autor die Kritik an Kropotkins Militarismus ein. Berneri schrieb, „mit seiner Haltung als Kriegsbefürworter trennte sich Kropotkin vom Anarchismus“ und stellte fest, dass das Manifest der Sechzehn „den Höhepunkt der Inkohärenz der kriegsbefürwortenden Anarchisten kennzeichnet; [Kropotkin] unterstützte auch in Russland Kerenski und die Weiterführung des Krieges.“ Der anarchistische Akademiker Vernon Richards spekuliert, dass ohne den Wunsch von Freedom-Herausgeber Thomas Keell (der selber entschiedener Kriegsgegner war) den Kriegsbefürwortern von Anfang an eine faire Chance zu geben, sie bereits viel früher politisch isoliert gewesen wären.

### Russland
Der Historiker Paul Avrich beschreibt die Auswirkungen des Streits um die Unterstützung des Krieges als Spaltung mit „verheerender“ Wirkung für die anarchistische Bewegung in Russland. Die Moskauer Anarchisten spalteten sich in zwei Gruppen, wobei der größere Teil Kropotkin unterstützte. Der kleinere Teil reagierte damit, dass sie den Kropotkinschen Anarchokommunismus aufgaben und sich dem Anarchosyndikalismus zuwandten. Trotzdem gewann die anarchistische Bewegung in Russland weiterhin an Stärke. In einem Artikel der Ausgabe von Dezember 1916 von Staat und Revolution klagte der Bolschewikiführer Lenin die russischen Anarchisten an, Kropotkin und Grave zu folgen und nannte sie „Anarcho-Chauvinisten“. Andere Bolschewiki machten ähnliche Bemerkungen, wie beispielsweise Josef Stalin, der in einem Brief an einen kommunistischen Führer schrieb, „ich habe kürzlich Kropotkins Artikel gelesen - der alte Narr muss seinen Verstand komplett verloren haben.“ Lenins protégé Leo Trotzki führte Kropotkins Unterstützung für den Krieg und das Manifest als weiteren Beweis an, um den Anarchismus bloßzustellen:

„Kropotkin, der Anarchist im Ruhestand, der bereits seit seiner Jugend eine Schwäche für die Narodniki hatte, nutzte den Krieg, um alles zu leugnen, was er während beinahe einem halben Jahrhundert lehrte. Dieser Gegner des Staats unterstützte die Entente, und wenn er die doppelte Macht in Russland anprangerte, war das nicht im Namen der Anarchie, sondern im Namen der alleinigen Macht der Bourgeoisie.“

Der Historiker George Woodcock bezeichnete diese Kritiken als akzeptabel, insofern sie auf Kropotkins Militarismus zielten. Dagegen fand er die Kritik an den russischen Anarchisten unberechtigt und in Bezug auf die Anschuldigung, die russischen Anarchisten würden die Sicht von Kropotkin und Grave unterstützen, schrieb Woodcock, „nichts dergleichen passierte; nur etwa hundert Anarchisten unterschrieben die verschiedenen kriegsbefürwortenden Erklärungen; die Mehrheit der Anarchisten in allen Ländern hielten an der antimilitaristischen Position genau so konsequent fest wie die Bolschewiki.“

### Schweiz
Eine wütende Gruppe von „Internationalisten“ in Genf, darunter Grossman-Roschtschin, Alexander Ge und Kropotkins früherer Anhänger K. Orgeiani, nannten die anarchistischen Verteidiger des Krieges „Anarcho-Patrioten“. Sie schrieben, dass die einzige Form von Krieg, die für wahre Anarchisten akzeptabel ist, die soziale Revolution wäre, welche die Bourgeoisie und deren repressive Institutionen stürzt. Jean Wintsch, der Gründer der Ferrer-Schule in Lausanne und Herausgeber von La libre fédération, stand in der anarchistischen Bewegung der Schweiz isoliert da, nachdem er seine Unterstützung des Manifests bekanntgab.

### Spanien
Die spanischen Anarchosyndikalisten lehnten den Krieg aus dem Glauben heraus ab, dass keine Kriegspartei auf der Seite der Arbeiter sei. Sie distanzierten sich wütend von ihren früheren Idolen (darunter Kropotkin, Malato und Grave) nachdem sie herausfanden, dass diese das Manifest geschrieben hatten. Einige galicische und asturische Anarchisten widersprachen und wurden von der Mehrheit katalanischer Anarchisten angeprangert, die sich schlussendlich in der Confederación Nacional del Trabajo durchsetzten.